# Система централизованного регулирования давления воздуха в шинах
Система централизованного регулирования давления воздуха в шинах — часть пневмосистемы автомобилей (как правило, повышенной проходимости), а также спецтехники (тракторов, колёсных бронетранспортёров), предназначенная для оперативного, без покидания водителем рабочего места, изменения давления воздуха в шинах колёс при изменении дорожных условий (например, съезд с асфальтовой дороги на снег) или для подкачки колёс, потерявших герметичность. Состоит, как правило, из регулировочного крана, распределительной сети, уплотнительных устройств в ступицах колёс для передачи воздуха от неподвижной сети на вращающиеся колёса, а также соединительных шлангов от уплотнительных втулок к золотникам колёс. Питается система либо от центральной воздушной системы автомобиля, если таковая имеется, либо от специального компрессора. К примеру, на бронетранспортёре БТР-70 установлены два двигателя, каждый из которых оборудован компрессором, но работают компрессоры только на систему изменения давления в шинах — иных потребителей сжатого воздуха на борту нет.